# De Cock en een deal met de duivel
De Cock en een deal met de duivel is het tweeënvijftigste deel van de detectiveserie De Cock van de Nederlandse auteur Appie Baantjer.

## Verhaal
Rechercheur De Cock stapt op een zonnige lentemorgen om half 10 het aloude politiebureau aan de Warmoesstraat binnen. Wachtcommandant Jan Kusters meldt moeilijkheden met een arrogante arrestant, Pedro de Jaager. De Cock legt aan de balie omstandig uit dat bendeleider Pedro van de liquidatie van zijn concurrent Arno de Graaf wordt verdacht, wiens lijk echter nog niet is gevonden. De Cock geeft Jan Kusters opdracht om Pedro zijn advocaat, mr. Van Hardenberg, te bellen. In de recherchekamer valt De Cock een televisietoestel op, dat staat op het bureau van Dick Vledder. Laatstgenoemde legt uit dat het een computer is, een typemachine met geheugen, waar hij voortaan zijn verbalen aan zal toevertrouwen. Mettertijd krijgt zijn collega er ook één, inclusief cursus. De discussie verplaatst zich vervolgens naar hun arrestant Pedro de Jaager. De rechercheurs zijn voor vrijlating, omdat de Narcotica-afdeling hem zonder enig bewijs van moord verdenkt. Hun discussie wordt onderbroken door de komst van een opgewonden mr. Van Hardenberg, die onverwijld vrijlating eist van zijn cliënt. Na enig gebel met de officier van justitie kan Dick Vledder de officiële vrijlating aankondigen, met bovendien oprechte verontschuldigingen. De twee rechercheurs discussiëren door over de hasjiesjhandel. Je mag het thuis niet telen maar wel in een coffeeshop kopen. De Cock neemt Dick Vledder mee naar de tijd van de kruisvaarders en hun tegenstanders de assassijnen, die onder invloed van hasjiesj moorden pleegden met hun lange scherpe messen. Ook dit gesprek wordt onderbroken. De politie van Maarssen meldt telefonisch het lijk van Pedro de Jaager te hebben gevonden. In zijn kleding vonden ze nog een afschrift van inverzekeringstelling door het bureau Warmoesstraat te Amsterdam. Pedro werd met 5 kogels geliquideerd door de duopassagier van een motorrijder.
De Cock adviseert Dick Vledder het proces-verbaal van aanhouding van Pedro toch maar netjes te administreren. De strafvervolging vervalt wel met zijn dood, maar in de administratie bij Afra Molenkamp kunnen ze het altijd weer terugvinden. Want De Cock denkt dat deze affaire nog niet is afgelopen. Want er lopen elders nog meer onderzoeken naar liquidaties vanaf een motorfiets. Bovendien is er een bendeoorlog aan de gang. De groep Tentakel van Pedro de Jaager tegen De Hosselaars van Arno de Graaf. Wederom komt een opgewonden mr. Van Hardenberg binnenstormen. Laatstgenoemde beschuldigt De Cock nu bloosloos van de liquidatie van zijn cliënt. Maar De Cock stelt koeltjes dat Justitie en zijn advocaat ook volledig op de hoogte waren. Zijn advocaat had beter op hem moeten passen. Nadat de boze advocaat schielijk is verdwenen, meldt zich de moeder van Arno de Graaf bij de twee rechercheurs. Ze deelt desgevraagd mee dat haar zoon Arno leeft, maar dat hij Pedro ooit een vrachtwagen gedroogde koeienmest heeft geleverd in plaats van hasjiesj. Dit uit wraak, want Pedro had de vader van Arno laten liquideren.
Na haar vertrek vragen de twee rechercheurs zich af hoe ze in hemelsnaam bij deze zaak betrokken zijn geraakt? De officier van justitie mr. Medhuizen vond de liquidatie van Arno geen zaak voor Narcotica. Dit keer heeft volgens De Cock chef Buitendam zelf de zaak naar zich toegetrokken en zitten zij met een zaak waar ze nooit aan hadden moeten beginnen. Daarom laat hij de moord op Pedro deze keer gaarne over aan de collega’s van de regio Gooi en Vechtstreek. De Cock besluit dat ze eerst persoonlijk excuses gaan aanbieden aan de advocaat van Pedro op zijn kantoor aan de Keizersgracht. Mr. Van Hardenberg noemt mevrouw De Graaf een loeder en haar zoon iemand die zijn eigen moeder zou kunnen vermoorden. Terug op het politiebureau meldt wachtcommandant Jan Kusters dat Buitendam laaiend is. Zijn chef deelt De Cock mee dat volgens mr. Medhuizen juist rechercheur De Cock uitstekende en uitgebreide contacten heeft met de onderwereld. Buitendam stelt simpel dat De Cock wist dat Pedro zou worden vrijgelaten. De Cock riposteert dat zijn chef dat nog eerder wist en de vraag is nu dus of zijn chef Buitendam relaties heeft met huurmoordenaars? De Cock wordt de kamer uit gestuurd. Terug op de recherchekamer krijgen de twee rechercheurs een telefoontje inzake een dode vrouw aan de Brouwersgracht 735. Het woonadres van mevrouw de Graaf. De twee rechercheurs gaan er lopend heen. Op de plaats delict meldt de dienstdoende jonge agent dat het lijk op de eerste etage ligt. Ze treffen er mevrouw Anna-Marie de Graaf, geboren Achterberch gewurgd aan, met op haar voorhoofd een vastgelijmd cannabisblad. Lijkschouwer dokter Den Koninghe constateert dat ze ongeveer een uur geleden is gewurgd met een sjaal door een sterke moordenaar. De formaliteiten van de meute worden gestoord door de binnenstormende Arno de Graaf. De twee rechercheurs nemen hem voor verhoor mee naar het politiebureau Warmoesstraat.
Rechercheur De Cock komt tot een openhartig gesprek in de recherchekamer met Arno de Graaf. Hij noemt de naam van ene Gerard van Akkeren, met wie zijn moeder na de dood van zijn vader omgang had. Hij is het met De Cock eens dat zijn moeder zelf haar moordenaar heeft binnengelaten. Van de mogelijke verdachten noemt hij een neef, Henry Achterberch, de zoon van oom Alfred, de jongste broer van zijn moeder. Hij is verslaafd aan heroïne en tot elke moord in staat. Terwijl de rechercheurs nog bakkeleien over de te voeren strategie, meldt een jonge vrouw zich bij hen. Het betreft Stephanie van Bruggen, de vriendin van Arno de Graaf. Ze waarschuwt De Cock dat haar Arno achter zijn neef Henry aanzit, om een daad van gerechtigheid te plegen. Dick Vledder is na het laatste gesprek wanhopig op zoek naar Henry Achterberch, want hij wil een nieuwe moord voorkomen. Maar zijn ouders hebben al maanden geen contact meer met Henry gehad, die in kraakpanden zou wonen. De Cock besluit dat Vledder de antecedenten van Henry maar eens moet opvragen. Opnieuw worden ze in hun gesprek gestoord door een binnentredende vrouw. Het is Aleida de Waal, een goede kennis van Anne-Marie de Graaf. Haar man Alex was net als André de Graaf lid van de Tentakels, en werd ook geliquideerd. Hun echtgenoten wilden allebei van Pedro de Jaager af. Zelf voelt ze zich ook bedreigd door Pedro, nu Anne-Marie dood is aangetroffen. Maar De Cock deelt mee dat ze over een dode Pedro spreekt, want hij is vanochtend omgebracht. Als De Cock Henry Achterberch als nieuwe moordenaar noemt, neemt Aleida het voor hem op. Ze heeft juist samen Anne-Marie Henry geld geleend voor zijn handel in oude motorfietsen. Hij heeft een loods in de Houthaven, aan de Archangelweg. Ze wil De Cock de betreffende loods wel wijzen. Dick Vledder is dan al eerder vertrokken in een zoektocht langs de bekende kraakpanden. De betreffende loods blijkt verlicht en de deur staat op een kier. Binnen vindt De Cock een jongeman in een met bloed bevlekte overall. Bovendien heeft hij 5 kogelinslagen in zijn borst. De Cock houdt in zijn schone zakdoek een kalasjnikov omhoog.
De volgende morgen is Dick Vledder druk in de weer met het toetsenbord van zijn computer. Hij meldt De Cock dat zijn kraakpandenonderzoek de vorige avond weinig had opgeleverd, behalve dat er nog een tweede man naar Henry Achterberch aan het informeren was. De Cock praat zijn collega bij over zijn bevindingen in een stinkende loods met een zenuwachtige vrouw en een lijk naast een kalasjnikov. Het wapen is in beslag genomen en wordt onderzocht op betrokkenheid bij de moord op Pedro de Jaager. Wederom worden hun beraadslagingen onderbroken, nu door de komst van de vader van het jongste slachtoffer, Alfred Achterberch. Alfred noemt sterven het beste dat zijn zoon kon overkomen. Zijn zoon werd na een criminele jeugd verder verpest door zijn tante Anna-Marie en haar dwaze vriendin Aleida de Waal. De twee rechercheurs gaan laatstgenoemde aan de Realengracht maar eens met een bezoek vereren. Met behulp van het apparaat van Handige Henkie treffen ze in haar appartement wederom Gerard van Akkeren aan. De Cock wil hem arresteren wegens moord op Anne-Marie de Graaf. Onder druk gezet geeft Gerard als alibi dat hij tijdens die moord bij de weduwe van Pedro de Jaager in Maarssen verbleef. Terugwandelend kan Dick Vledder maar niets begrijpen van Gerard van Akkeren, die relaties met 3 vrouwen onderhield. De Cock houdt hem daarom zelfs mogelijk voor een dubbelspion tussen Tentakel en De Hosselaars. Daarom is het tijd voor cognac bij Smalle Lowietje. Lowie noemt Arno de Graaf, ‘Gladde Arno’. Maar zijn neef Henry Achterberch heeft een nog slechtere naam. De Cock legt nu zijn sores uit, de moord op Henry en de moeder van Arno. Lowie verwacht nog meer doden en noemt desgevraagd als sector waar de moorden vallen de drugshandel. De twee neven en de twee tantetjes trokken samen op tegen Pedro de Jaager. Als De Cock ook zijn liquidatie meldt, gniffelt Lowie, want nu weet De Cock waar hij de moordenaar moet vinden. Terug aan het politiebureau zit Stephanie van Bruggen al een uur te wachten om haar Arno een alibi te verschaffen voor de moord op zijn neef Henry. Maar De Cock prikt snel door haar verhaal heen en ze bekent dat ze zelf een dode Henry in zijn loods heeft aangetroffen.
Na haar vertrek komt Smalle Lowietje binnenstormen. Hij komt opgewonden melden dat Gladde Arno Keessie de Scheurder zoekt. Keessie scheurt met zijn blaffer op zak op snelle motorfietsen. Vaak werd hij vergezeld op de motor door Henry Achterberch. Gladde Arno bazuint nu rond dat Keessie Henry heeft omgelegd. Als Keessie snel even naar het politiebureau komt, dan kan Arno netjes de begrafenis van zijn moeder bijwonen, riposteert De Cock. Smalle Lowietje knikt hem bemoedigend toe. Dick Vledder achterhaalt het dossier van Keessie de Scheurder, alias Wilde Keessie, geboren als Cornelis van Dammen. De Cock heeft contact gehad met zijn collega Den Haan van het bureau Lijnbaansgracht, die hem wist te vertellen dat Keessie en Henry vaak samen op de motor eropuit trokken. Maar toch was er spanning tussen die twee. De twee rechercheurs praten de zaken nog samen door en besluiten voorlopig nu even niets te doen. Juist als Dick Vledder naar huis wil gaan, meldt de wachtcommandant een dode vrouw aan de Realengracht. Op de plaats delict treft De Cock wederom de jonge agent Jan Rozenbrand aan. Zijn vader Peter werkt bij de Narcoticabrigade. De twee rechercheurs vinden Aleida de Waal op identieke wijze gewurgd als Anne-Marie de Graaf. Inclusief een gedroogd cannabisblad op haar voorhoofd. De meute is het erover eens dat het dezelfde moordenaar moet zijn. Buiten heeft intussen Jan Rozenbrand een verdachte man gearresteerd. De Cock begroet Arno de Graaf en neemt hem mee voor verhoor naar het bureau. Hij schetst het beeld van een vader die door zijn moeder gedwongen werd voor eigen rekening in hasj te gaan handelen en daarom door Pedro werd omgebracht. Arno heeft ook een theorie over Henry en Keessie, maar ten slotte laat De Cock hem gaan.
De volgende ochtend blijkt Dick Vledder slecht te hebben geslapen. Hij meldt De Cock dat hij Alfred Achterberch nu verdenkt de twee tantetjes te hebben omgebracht. Er meldt zich wederom een weduwe, Henriëtte Bakker, de weduwe van Piet Bakker. Laatstgenoemde deed zaken met de vader van Arno en zelf deed ze nog wel eens boodschappen voor de twee tantetjes. Ze is nu bang zelf ook te worden geliquideerd. Tot overmaat van ramp geniet ze ook nog de belangstelling van Gerard van Akkeren. De Cock besluit nu eens een babbeltje over Gerard te gaan maken met de weduwe van Pedro in Maarssen. De Cock brengt haar achtereenvolgens op de hoogte van het verscheiden van Henry Achterberch, Anne-Marie de Graaf en Aleida de Waal. Laatstgenoemde dames noemt ze "De Tantetjes", die ze al veel eerder hadden moeten ombrengen. Ze hebben haar Pedro meerdere keren met de dood bedreigd. Gerard van Akkeren, is haar bekend en ze bevestigt zijn alibi.
Terug aan het politiebureau maken de twee rechercheurs kennis met Jaap Domburg uit Bodegraven. Hij heeft in de krant gelezen dat twee oud klanten zijn omgebracht, Anne-Marie de Graaf en Aleida de Waal. Na het overlijden van hun echtgenotes genoten ze van een riant nabestaandenpensioen. Maar een jaar geleden zijn deze uitkeringen afgekocht. De documenten werden hem destijds bezorgd door ene Gerard van Akkeren. Als Jaap terug naar huis rijdt bedenkt De Cock nog enige nieuwe vragen aan hem. Dick Vledder stelt ze per telefoon en krijgt te horen dat er nog twee nabestaandenpensioenen zijn afgekocht in identieke bewoordingen. Door Josefine de Jaager en Henriëtte Bakker. De Cock laat Dick Vledder onmiddellijk terug naar Maarssen rijden maar ze vinden er Josefine de Jaager op identieke wijze gewurgd in haar villa. Terugrijdend naar Amsterdam blijkt dat de laatste moord door De Cock op zich is genomen. De collega’s van Gooi en Vechtstreek waren er volgens Dick Vledder erg blij mee. Maar De Cock vindt dat niet meer dan sportief, omdat zij immers de zaak van Henry Achterberch aan hen hebben kunnen overdragen. Dick Vledder wordt opgedragen wat te gaan slapen. Zelf gaat De Cock op de Noordermarkt Henriëtte Bakker uit haar slaap houden. De volgende dag zet De Cock een valstrik op bij haar woonhuis aan de Noordermarkt. Rechercheurs Appie Keizer en Fred Prins doen weer mee met het eindspel. De Cock zegt tegen Dick Vledder dat Henriëtte niet thuis is. De Cock wacht slechts op een man met groene zijden zaal en een gedroogd cannabisblad met Arabische gom. In de hectiek van de valstrik wordt een man door een recherchewagen aangereden. Het is mr. Van Hardenberg.
De Cock legt het thuis weer uit aan zijn drie collega’s. Mr. Van Hardenberg ligt met een dwarslaesie in het ziekenhuis en zal niet weglopen. Hij heeft in een twee uur durend gesprek alles bekend aan De Cock. Laatstgenoemde zocht een persoon die bij de drie slachtoffers als een bekende zou worden binnengelaten. Mr. Van Hardenberg reageerde erg fel op de liquidatie van zijn cliënt Pedro de Jaager, maar daartoe had hij zelf Henry Achterberch opdracht gegeven. Van Hardenberg had zich gericht op de pensioengelden van de weduwen. Hij spiegelde hun voor dat uiteindelijk Justitie beslag op het nabestaandenpensioen zou leggen, wegens de illegale drugsgelden die eraan ten grondslag lagen. Na afkoop zou Van Hardenberg de pensioenen gaan beheren en jaarlijks uitkeren. Het vroegtijdig overlijden van de dames bespaarde zo een flink aantal jaren het uitbetalen van de uitkeringen. De Cock liet Henriëtte een brief schrijven, waarmee ze de advocaat naar haar woning lokte. Als de tekst waarheid werd, zou ze een deal hebben gesloten met de duivel, mr. Van Hardenberg. Aan zijn vrouw legt De Cock uit dat Van Hardenberg het cannabisblad opplakte als een boodschap. Hij vond zichzelf slachtoffer geworden van de drugshandel. Op de begrafenis van Anne-Marie de Graaf treft De Cock alleen Stephanie en zoon Arno aan. Oom Alfred wilde niet komen. Stephanie vertelt opgewekt dat ze zaterdag al samen een bloemenzaak beginnen. De Cock geeft Stephanie haar eerste opdracht. Een mooi boeket sturen naar Jaap Domburg in Bodegraven. Stephanie kent de tekst van het begeleidende kaartje: “Van De Cock met ceeooceekaa”.